# Shirley Cruz
Shirley Cruz Traña (San José, 28 de agosto de 1985) é uma jogadora de futebol costarriquenha que atua como meio-campista. Atualmente joga no time feminino do Jiangsu Suning, da China. 
Cruz foi contratada pelo Lyon em janeiro de 2006, tendo jogado anteriormente pelo time feminino do costarriquenho UCEM Alajuela. Ela atua como uma meia de criação, muitas vezes atuando como um playmaker. Ela também é titular da Seleção da Costa Rica feminino fazendo sua primeira grande atuação na Copa Ouro Feminina de 2002, que serviu como um torneio classificatório para a Copa do Mundo de Futebol Feminino de 2003.

## Biografia

### Carreira
Cruz nasceu na capital San José e começou a  jogar futebol pela influência de seus sete irmãos. Ela começou sua carreira no futebol no time feminino da Universidade da Costa Rica em San Pedro, San José. Cruz fez ficou conhecida após sua atuação na edição de 1999 dos Jogos Juvenis Nacionais de San Carlos, traduzida como os Jogos Nacionais de Esporte de San Carlos. Mais tarde, ela jogou nos clubes locais AD Goicoechea, CS Desamparados e UCEM Alajuela. Com o Alajuela, Cruz venceu três títulos da liga e também ganhou o prêmio de artilheira uma vez. 

### Lyon
Devido às suas atuações nos clubes locais, ela assinou com a UCEM Alajuela e, em janeiro de 2006, transferiu-se para o exterior assinando com o clube da Divisão 1 Féminine (Primeira Divisão Francesa do futebol feminino), o Olympique Lyonnais. Com a mudança, ela se tornou apenas a segunda jogadora costarriquenha, ao lado de Gabriela Trujillo , a jogar em uma liga de futebol fora do país. Devido ao ingresso no clube no meio da temporada, Cruz jogou em apenas sete partidas do campeonato, marcando três gols. A temporada 2006-2007 fez com que ela aumentasse o tempo de jogo para 12 partidas e também conquistou o seu primeiro título no clube francês. No Challenge de France, Cruz foi fundamental para ajudar o Lyon a chegar à final, onde perdeu para o Montpellier nos pênaltis, marcando quatro gols em cinco partidas. Na temporada seguinte, o Lyon ganhou foi campeão da primeira divisão com uma vitória por 3-0 sobre o Paris Saint-Germain, no Challenge de France. Cruz jogou 32 partidas no total, que incluíram aparições na Liga dos Campões da UEFA Feminina.
Cruz jogou em todos os 22 jogos do campeonato durante a temporada 2008-09, que viu o Lyon ganhar seu terceiro título consecutivo. Ela também atuou em todos os sete jogos da Liga dos Campões da UEFA Feminina, onde o Lyon foi eliminado nas semi-finais, depois de ter perdido por 4 a 2 no agregado para o clube alemão FCR 2001 Duisburg. Em 18 de setembro de 2009, Cruz, pela primeira vez, assinou com o Lyon em termos profissionais (anteriormente os contratos eram semi-profissional) depois de concordar com um contrato de dois anos, que a manteve no clube até 2011. 

### Jiangsu Suning
Cruz assinou com a equipe chinesa da Superliga Feminina, o Jiangsu Suning, em janeiro de 2018. 

## Seleção
Cruz conquistou títulos com as equipes sub-19 e sub-20 da Costa Rica. Sua primeira atuação na equipe principal ocorreu na Copa Ouro Feminina da CONCACAF de 2002, que serviu como um torneio classificatório para a Copa do Mundo de Futebol Feminino de 2003. Após uma partida em 2004 contra o Canadá, sofreu uma contusão no joelho direito, Cruz não atuou na equipe nacional nos dois anos seguintes, devido a compromissos com seu clube. Em 2006, ela se colocou à disposição para seleção, retornando para a equipe durante a classificação para a Copa Ouro Feminina da CONCACAF de 2006.
A Costa Rica classificou-se para o sua primeira Copa do Mundo Feminina da FIFA e Cruz capitanou a equipe na edição de 2015 no Canadá, jogando todos os três jogos que a seleção disputou. 

## Prêmios e Homenagens

### Clube
Lyon
- Division 1 Féminine (6): Campeã 2006–07, 2007–08, 2008–09, 2009–10, 2010–11, 2011–12;
- Coupe de France Féminine (2): Campeã 2007–08, 2011–12;
- Liga dos Campeões de Futebol Feminino da UEFA (2): Campeã 2010–11, 2011–12

### Seleção
Costa Rica
- Central American Games (Medalha de Ouro): 2013